# Episodi di Merlin (quinta stagione)
La quinta e ultima stagione della serie televisiva Merlin è stata trasmessa nel Regno Unito dal 6 ottobre al 24 dicembre 2012 sul canale britannico BBC One.
In Italia la stagione è stata trasmessa in prima visione dal 26 marzo al 30 aprile 2014 su Joi di Mediaset Premium. È stata trasmessa in chiaro dal 22 ottobre al 26 novembre 2014 su Italia 2.
Anthony Head (Uther Pendragon) ricompare come guest star.
I Cavalieri della Tavola Rotonda ritornano come cast ricorrente, interpretati da Eoin Macken (Sir Galvano), Rupert Young (Sir Leon), Adetomiwa Edun (Sir Elyan), Tom Hopper (Sir Parsifal) e si aggiunge Alexander Vlahos nel ruolo del mago druido Mordred da giovane adulto.
Gli antagonisti principali sono Morgana e Mordred.
| nº | Titolo originale                  | Titolo italiano                      | Prima TV UK      | Prima TV Italia |
| -- | --------------------------------- | ------------------------------------ | ---------------- | --------------- |
| 1  | Arthur's Bane (Part 1)            | La maledizione di re Artù (1ª parte) | 6 ottobre 2012   | 26 marzo 2014   |
| 2  | Arthur's Bane (Part 2)            | La maledizione di re Artù (2ª parte) | 13 ottobre 2012  | 26 marzo 2014   |
| 3  | The Death Song of Uther Pendragon | L'ultimo canto di Uther              | 20 ottobre 2012  | 2 aprile 2014   |
| 4  | Another's Sorrow                  | Uniti nella vendetta                 | 27 ottobre 2012  | 2 aprile 2014   |
| 5  | The Disir                         | Le Disir                             | 3 novembre 2012  | 9 aprile 2014   |
| 6  | The Dark Tower                    | La torre oscura                      | 10 novembre 2012 | 9 aprile 2014   |
| 7  | A Lesson in Vengeance             | Lezione di vendetta                  | 17 novembre 2012 | 16 aprile 2014  |
| 8  | The Hollow Queen                  | Un giovane eroe                      | 24 novembre 2012 | 16 aprile 2014  |
| 9  | With All My Heart                 | Con tutto il mio cuore               | 1º dicembre 2012 | 23 aprile 2014  |
| 10 | The Kindness of Strangers         | La gentilezza degli sconosciuti      | 8 dicembre 2012  | 23 aprile 2014  |
| 11 | The Drawing of the Dark           | L'attrazione del male                | 15 dicembre 2012 | 30 aprile 2014  |
| 12 | The Diamond of the Day (Part 1)   | Il diamante del giorno (1ª parte)    | 22 dicembre 2012 | 30 aprile 2014  |
| 13 | The Diamond of the Day (Part 2)   | Il diamante del giorno (2ª parte)    | 24 dicembre 2012 | 30 aprile 2014  |

## La maledizione di re Artù (1ª parte)
- Titolo originale: Arthur's Bane (Part 1)
- Diretto da: Justin Molotnikov
- Scritto da: Julian Jones

### Trama
Dopo tre anni di pace e prosperità, un'ombra oscura viene gettata su Camelot. Merlino riceve una visione profetica da un morente druido veggente, che lo avverte che presto la grande prova per Albione avrà inizio: nel futuro Artù Pendragon sarà ucciso per mano di un druido, durante una devastante battaglia. Merlino si confida con il Grande Drago, e anche questi lo mette in guardia, dicendogli che lui solo può tenere Artù al sicuro dal fato. I guai però non viaggiano mai da soli, infatti Sir Galvano e Sir Percival, partiti per le terre del nord, sono stati catturati da Morgana e fatti prigionieri, costretti a lavorare in alcune cave sottostanti ad una fortezza, dove Morgana sta disperatamente cercando, guidata dal druido guerriero Ruadan, il Diamair, la chiave di tutta la conoscenza, per venire a conoscenza della rovina di Artù.
Dopo una riunione attorno alla Tavola Rotonda, viene deciso di partire alla ricerca degli uomini dispersi nelle lande desolate di Ismere. Dunque, Artù, accompagnato da Merlino, Sir Leon, Sir Elyan e dagli altri cavalieri di Camelot, inizia il suo viaggio verso l'ignoto in cerca di risposte. Chiedendo un passaggio attraverso le terre della Regina Annis, Artù crede di poter evitare di incrociare la strada con Morgana e viene a conoscenza, proprio grazie alla regina, che Morgana e i suoi nuovi alleati, i sassoni, hanno reclutato uomini per tutte le terre e che la strega si trova ad Ismere all'ossessiva ricerca di qualcosa nel sottosuolo. Artù collega gli avvenimenti e può ancora sperare che i suoi uomini siano vivi, tenuti come schiavi nelle miniere di Ismere. Ripreso il viaggio dopo una sosta al castello di Caerleon, Artù decide di fare stanziare un accampamento in un bosco. Nel mentre, a Camelot, la Regina Ginevra ha preso le redini in attesa del ritorno del re. La sua nuova serva, Sefa, ha avuto modo di venire a conoscenza della strada presa da Artù per raggiungere i confini con le terre del nord. Dunque, col favore della notte, va a riferire al padre, che è niente di meno che Ruadan, i piani del Re di Camelot. Ginevra assiste però, sospettosa, la serva lasciare Camelot nel cuore della notte.
Venuta a sapere che Artù è vicino, Morgana parte immediatamente con Ruadan ed esercito sassone a seguito. Raggiunto Artù, Morgana ordina ai suoi uomini di prenderlo vivo o morto, così ha inizio una battaglia per il bosco, con consecutiva fuga di Merlino con un ferito Artù. Sir Elyan e Sir Leon, scampati alla furia dell'esercito di Morgana, fanno rientro a Camelot e comunicano di essere stati attaccati e di aver smarrito il re. Ginevra però ben sa che nessuno poteva conoscere dell'intenzione di Artù di passare per le terre di Caerleon, e dunque arriva alla conclusione che ci sia un traditore fra loro: Sefa. Dopo l'ammissione della serva di aver avvisato Ruadan e che si tratta di un druido, nonché suo padre, Ginevra la condanna a morte per alto tradimento. Intanto, nelle miniere di Ismere, Galvano ha un incontro ravvicinato con una misteriosa creatura: il Diamair, la chiave di tutta la conoscenza.
Artù è nel mentre intenzionato a continuare il viaggio verso il nord per salvare i suoi uomini, e nemmeno Merlino può riuscire a dissuaderlo e convincerlo di tornare indietro. In seguito, i due cadono in una trappola piazzata da dei banditi. Quando vengono ritrovati, Ragnor, uno spietato guerriero sassone, ha intenzione di ucciderli per poi consegnarli a Morgana - e intascare una ricompensa - questo però viene fermato all'ultimo momento da un suo superiore, che ritiene debba essere Morgana stessa a decidere cosa farne di loro: si tratta di Mordred.
- Guest star: Liam Cunningham (Ruadan), Lindsay Duncan (Regina Annis), John Hurt (voce originale di Kilgharrah).
- Altri interpreti: Sophie Rundle (Sefa), Stephen McCole (Ragnor), Julian Glover (Lochru), Josette Simon (Diamair).
- Ascolti UK: telespettatori 7 120 000[4]

## La maledizione di re Artù (2ª parte)
- Titolo originale: Arthur's Bane (Part 2)
- Diretto da: Justin Molotnikov
- Scritto da: Julian Jones

### Trama
Ragnor e Mordred, catturati Artù e Merlino, s'incamminano per le desolate e fredde terre del nord, diretti alla fortezza di Ismere per consegnarli a Morgana. La strega, nel mentre, fa ripetuti incubi in cui ricorda degli ultimi suoi due anni, passati in prigionia di qualcuno insieme alla giovane dragonessa Aithusa. Questa pare essere stata addomesticata da Morgana e adesso si trova con lei ad Ismere. Visibilmente sofferente, Aithusa cerca conforto in Morgana, che le promette che presto troveranno il Diamair e con lui la chiave per la conoscenza della rovina di Artù, in modo così da poter compiere la loro vendetta su Camelot.
Intanto, a Camelot, Sefa chiede a Gaius di intercedere per lei e di convincere la Regina a non giustiziarla. Gaius le fa ottenere un'udienza con Ginevra e la ragazza si scusa, dicendo che è stata costretta dal padre nelle sue azioni e che ne è pentita. La Regina però sembra non avere intenzione di cambiare le cose e afferma che la sentenza non può essere annullata. Gaius la supplica di ragionare, ma Ginevra lo prende da parte e gli rivela che non ha nessuna intenzione di uccidere quella povera ragazza. Afferma però che vanno mantenute le apparenze per indurre così Ruadan a fare un passo falso, in modo da attirarlo allo scoperto e poterlo catturare.
Costretti a camminare tra i ghiacci del nord, Merlino e Artù sono sempre più esausti e sanno di dover trovare in fretta un modo per fuggire se non vogliono finire nelle grinfie di Morgana. Merlino inoltre è intimorito dalla presenza di Mordred, poiché sia dalle parole del Grande Drago, sia nella visione mostratagli dal druido vate, pare essere proprio lui il druido destinato ad uccidere Artù.
Ad Ismere, Ruadan avverte Morgana che Sefa è stata condannata a morte. La strega gli dice che non c'è nulla che possano fare per salvarla e che il suo sacrificio sarà per una nobile causa. Ruadan però non ha intenzione di abbandonare la figlia e disobbedendo agli ordini, come previsto da Ginevra, si dirige a Camelot per tentare un disperato salvataggio.
Artù e Merlino intanto riescono con uno stratagemma a rubare un pugnale a Ragnor e, liberatisi, iniziano la fuga. Davanti a loro si palesa però un inaspettato ostacolo: una crepaccio tra i ghiacci. Devono prendere la rincorsa e compiere un salto di fede per scampare agli inseguitori. Fortunatamente riescono nell'impresa e alla fine seminano gli uomini di Ragnor. Pur avendolo in pugno, Artù decide però di risparmiare la vita a Mordred e Merlino lo rimprovera per questo.
A Camelot, Sir Leon e Sir Elyan attaccano Ruadan, che si è infiltrato tra le mura del castello, liberando la figlia dalle segrete. Il druido guerriero viene ferito durante il combattimento, ma nonostante ciò nulla gli impedisce di usare la magia come diversivo e riuscire così a fuggire con Sefa per i boschi adiacenti a Camelot, dove si trova il suo covo. Qui, prima di esalare l'ultimo respiro, scrive un biglietto a Morgana e incarica la figlia di spedirlo tramite un corvo messaggero. Mentre il padre le muore tra le braccia, gli uomini di Camelot si fanno sempre più vicini e dunque Sefa decide di fuggire per il fitto della foresta.
Più tardi, Morgana riceve il messaggio di Ruadan, che l'avverte che Artù non è rientrato a Camelot e che quindi sarà probabilmente diretto da lei. Infatti, pur avendo guadagnato la libertà, tutte le strade portano a Ismere, poiché è ancora lì che gli uomini del Re di Camelot sono prigionieri.
Nelle miniere, Galvano rischia la vita colpito a morte dalle sentinelle sassoni di Morgana, ma fortunatamente incrocia la sua strada con il Diamair, che cura le sue ferite. La creatura gli rivela di essere l'ultima della sua razza e di nascondersi dall'uomo, che da tempo immemore continua a perseguitarla alla ricerca della conoscenza eterna che lei può fornire. Galvano è stupito e un po' sconvolto da questo incontro, ma sa di dovere la vita a quella strana creatura e decide di difenderla e nasconderla dagli uomini di Morgana, che sono lì in sua ricerca.
Mentre Artù e Merlino s'infiltrano nella fortezza attraverso i tunnel di scarico, Ragnor e Mordred fanno rientro con il gruppo di schiavi recuperati per i lavori forzati nelle miniere. Morgana riconosce sbalordita Mordred e gli corre incontro, dandogli il bentornato. Mordred era infatti in sua ricerca e aveva trovato un modo per raggiungerla unendosi agli uomini di Ragnor. Mordred però ben presto comprende che la ragazza non è più la stessa che lasciò otto anni prima, ma che è ora spietata e piena di odio.
Nei sotterranei della fortezza, dove la forza lavoro è costretta a scavare, Artù e Merlino incontrano Parsifal. Questo li avverte che non vede Galvano da più di due giorni e che deve trovarsi da qualche parte dentro le cave. Artù dice a Parsifal di radunare gli altri cavalieri sparsi, mentre loro vanno alla ricerca di Galvano.
Più tardi, Artù e Merlino trovano Galvano in compagnia del Diamair, che si allontana quando gli uomini di Morgana si fanno vicini. Sir Parsifal e il gruppo di cavalieri attaccano i loro aguzzini per cominciare la fuga e l'allarme risuona per la fortezza. Morgana dunque capisce che Artù è vicino e non vede l'ora di occuparsi di lui. Mentre fuggono per le miniere, Artù, Merlino e Galvano hanno uno scontro ravvicinato con Aithusa, che li attacca lanciando fuoco dalle sue fauci. Merlino approfitta della confusione per allontanarsi e andare incontro alla giovane dragonessa, la quale però lo attacca nuovamente. Merlino dunque è costretto ad usare i suoi poteri da Signore dei Draghi per placare l'ira del drago. Una volta calmata, Aithusa si mostra a Merlino come sofferente e gli fa capire di non poter parlare. Quando Artù si avvicina, Merlino è costretto a mandare via il drago. Riuniti, questi fanno allora per andarsene, ma Morgana e Mordred giungono da loro. Infuriata, la strega prende di mira il fratellastro e lo trafigge più volte con un pugnale. Merlino cerca di entrare in azione per salvarlo, ma Morgana lo scaraventa contro una parete rocciosa e gli fa perdere i sensi. Finalmente faccia a faccia con la sua nemesi, a Morgana non resta che infliggere il colpo di grazia, ma mentre sta per farlo, Mordred la pugnala alle spalle, tradendola. Dunque, soccorre Artù, portandolo in salvo dai suoi cavalieri. Nel mentre, il Diamair usa i suoi poteri per far rinvenire Merlino. La creatura si presenta a lui come la chiave di tutta la conoscenza e gli assicura che Morgana non metterà mai le mani sulla verità riguardo alla rovina di Artù, poiché lei non lo permetterà. Merlino la ringrazia e poi, avendo intravisto Mordred salvarlo, le domanda se è davvero lui la rovina di Artù. Il Diamair risponde che è in realtà Artù stesso la sua rovina.
Tornati a Camelot, Artù decide di fare Mordred cavaliere della sua Tavola Rotonda, per ringraziarlo di avergli salvato la vita. Merlino prende in seguito da parte il nuovo cavaliere e gli domanda perché abbia deciso di salvare Artù. Questi gli risponde che Artù ha ragione a dire che l'amore che li unisce è più importante del potere che esercitano e che Morgana aveva dimenticato questo, facendosi consumare dall'odio. Nonostante ciò, Merlino ha la sensazione che non si possa tornare indietro e che la grande prova per Albion sia davvero cominciata.
La scena finale mostra Morgana, ancora una volta sopravvissuta, allontanarsi da Ismere con al suo fianco Aithusa.
- Guest star: Liam Cunningham (Ruadan).
- Altri interpreti: Sophie Rundle (Sefa), Stephen McCole (Ragnor), Josette Simon (Diamair).
- Ascolti UK: telespettatori 6 990 000[4]

## L'ultimo canto di Uther
- Titolo originale: The Death Song of Uther Pendragon
- Diretto da: Justin Molotnikov
- Scritto da: Howard Overman

### Trama
Merlino e Artù sono a caccia, quando all'improvviso vengono allertati dalle urla di una donna. Questi scoprono che, in un villaggio, un'anziana signora sta per essere giustiziata al rogo. Artù ferma il capo villaggio che sta per appiccare le fiamme e gli ordina di dirgli cosa sta accadendo. L'uomo afferma che la donna sarebbe una strega artefice di sofferenze e malattie che stanno affliggendo il loro villaggio. Artù capisce che la sentenza non è giustificata da prove e decide di liberare la donna. Artù e Merlino dunque la portano con loro verso Camelot, ma questa è gravemente malata e sta per giungere la sua ora. Prima di morire, la presunta strega consegna ad Artù un artefatto capace di invocare gli spiriti dei morti. Tornati a casa, si tengono i festeggiamenti per l'anniversario dell'ascesa di Artù al trono, ma anche la commemorazione della morte del Re Uther. Artù è triste e pensa al padre, tentato di utilizzare i misteriosi poteri concessigli dalla donna. Artù si rivolge a Gaius, che analizza l'oggetto, definendolo “il corno di Cathbad”. Il corno pare fu smarrito dopo l'attacco di Uther all'Isola dei Beati e l'anziano medico afferma di essere stato lui stesso presente alle cerimonie che si tenevano presso il luogo sacro denominato “Le Pietre di Nemeton”, dove le sacerdotesse dell'Antica Religione utilizzavano il corno per poter entrare in contatto con i loro antenati. Artù, dopo averci riflettuto, decide di dirigersi presso Nemeton per convocare lo spirito di Uther. Merlino tenta invano di fargli cambiare idea, infatti, arrivati sul posto, Artù suona il corno aprendo un velo fra i due mondi. Il giovane re entra all'interno del passaggio e incontra il padre, che però inaspettatamente lo ammonisce per come si è comportato e per le decisioni prese. Uther sembra avere da ridire sul fatto che Artù abbia sposato una serva, nominato cavalieri degli uomini non di nobile origine e praticato la magia. Dunque gli dice che lo ha disonorato e che ha fallito come re. Artù rimane sconvolto dalle pesanti parole del padre ed è inoltre costretto a lasciarlo presto per evitare di rimanere intrappolato per sempre nel regno dei morti. Dopo l'incontro, Artù fa rientro verso casa, con i duri commenti del padre che gli pesano sulla coscienza. Più tardi, a Camelot iniziano a manifestarsi degli strani eventi: misteriose presenze echeggiano nell'aria, porte si spalancano da sole e il candelabro della sala del trono si scaraventa con violenza contro la Tavola Rotonda, simbolo del regno di Artù. Dopo che Sir Parsifal viene ferito da un'ascia volante, Merlino inizia a domandarsi se qualche spirito abbia attraversato il velo e rivela a Gaius che Artù ha utilizzato il corno per parlare ad Uther. Dunque, Gaius domanda ad Artù se per caso si sia voltato indietro verso lo spirito, prima di tornare dall'altra parte. Artù conferma di averlo fatto e Gaius non ha dubbi: lo spirito di Uther è stato rilasciato nel loro mondo.
Quando Ginevra viene brutalmente aggredita, Artù inizia a preoccuparsi e a convincersi che possa essere davvero il padre l'artefice degli ultimi avvenimenti. Gaius rivela ad Artù che solo chi ha rilasciato lo spirito può farlo tornare indietro, suonando il corno di Cathbad in sua presenza. Dunque, il medico prepara una speciale pozione in grado di far vedere agli occhi di Artù e Merlino lo spirito di Uther.
I due allora si dividono e cominciano una caccia al fantasma per i corridoi del castello, finché Uther non si presenta. Artù incontra il padre nella sala del trono, il quale afferma che non permetterà che il regno che con tanta fatica ha costruito venga distrutto dal suo stesso figlio. Artù gli dice che non ha intenzione di cambiare e che non vuole essere rispettato dagli altri incutendo timore, come invece ha fatto lui. Uther dunque, non vedendo via d'uscita, decide di sbarazzarsi del figlio per il bene del regno. Artù cade a terra privo di sensi, colpito alla testa da un ornamento per mura e Uther si avvicina minaccioso a lui. Lo spettro viene però fermato da Merlino, che usa la magia per difendersi, rivelandosi apertamente. Uther è infuriato nello scoprire che la magia è sempre stata nel cuore di Camelot sin da quando lui era in vita e tenta di uccidere il giovane mago. Quando Uther sta per infliggere il colpo di grazia a Merlino, Artù, ripresosi, utilizza il corno e lo rispedisce indietro, in tempo per salvare la vita del suo servo.
Dopo ciò accaduto, Artù si convince che il padre ha sempre governato col pugno di ferro, creandosi fin troppi nemici, e che invece il suo modo di regnare è decisamente migliore, poiché ha permesso di far tornare finalmente la pace nel regno.
- Special guest star: Anthony Head (Uther Pendragon).
- Altri interpreti: Jane Thorne (Valdis), Gordon Munro (Alrick).
- Ascolti UK: telespettatori 6 860 000[4]

## Uniti nella vendetta
- Titolo originale: Another's Sorrow
- Diretto da: Ashley Way
- Scritto da: Jake Michie

### Trama
Morgana e Re Odin uniscono le forze contro Artù, organizzando un complotto per assicurarsi di ucciderlo. Dopo aver preso con la forza il regno di Nemeth, i due tengono prigioniero Re Rodor e obbligano la figlia, la principessa Mithian, a fare da esca per attirare Artù fuori da Camelot, dritto in una trappola. Per assicurarsi la riuscita del piano, Morgana si finge, grazie alla magia, un'anziana servitrice di Mithian, Hilda, così da poterla seguire a Camelot. Con Morgana che non la perde d'occhio, Mithian è costretta a recitare la sua parte e a supplicare Artù di correre in soccorso del padre ai confini con il regno di Nemeth. Artù, sapendo anche di poter pareggiare finalmente i conti con Odin, colui che mandò il sicario artefice della morte di Uther, non si fa pregare e decide di aiutare la sua vecchia alleata a portare in salvo Rodor. Dopo che Mithian accenna al fatto che il padre è gravemente ferito, anche Merlino e Gaius si uniscono alla spedizione di recupero. Prima di partire, Ginevra raccomanda Artù di non fare mosse avventate e di non lasciarsi trascinare dall'odio se dovesse trovarsi faccia a faccia con Odin, Artù la rassicura ma in realtà non è solo l'aiuto a Mithian che lo motiva per questa missione. Intanto, la principessa Mithian cerca in ogni modo di far capire a Merlino che qualcosa non va, facendolo insospettire, ma ogni volta che ci va vicina, Morgana prontamente interviene, ricordandole che il destino del padre è nelle loro mani e che le conviene collaborare se lo vuole rivedere vivo. Mithian nota però che la strega è indebolita a causa dell'incantesimo di invecchiamento, ed è sempre pronta a tentare quando questa abbassa la guardia.
Giunta l'alba, Artù con a seguito Mithian, Hilda, Gaius, Merlino e i cavalieri, partono attraverso le foreste di Gedref, diretti verso il confine. Durante il tragitto, Morgana, nelle vesti di Hilda, ha un mancamento e quando Gaius la visita si accorge che c'è qualcosa di strano in lei, confermando i sospetti di Merlino, che ha notato la strana e costante tensione di Mithian. Più tardi, la principessa approfitta nuovamente della stanchezza di Morgana e stavolta riesce astutamente a far capire a Merlino della presenza della strega. Quando però il giovane mago comprende tutto, Morgana entra in azione e lo ferma prima che possa aprire bocca. Con Merlino ferito gravemente alla testa, Artù è costretto a lasciarlo indietro con Gaius e Galvano e a continuare insieme a Mithian e gli altri cavalieri il viaggio verso il luogo dove si dovrebbe trovare Rodor. Allontanato Galvano, Gaius capisce che può aiutare Merlino a riprendersi solo ricorrendo alla magia; l'anziano medico, dopo vari tentativi, riesce a risvegliarlo e Merlino, insieme a Galvano, si precipita ad avvertire Artù della trappola. Purtroppo però è troppo tardi: Mithian ha già condotto Artù all'interno di una cripta dove Odin e i suoi uomini lo stanno aspettando. Qui la principessa ritrova il padre, ma Artù cade nelle grinfie di Odin, intento a vendicare la morte del figlio, avvenuta molti anni prima per mano di Artù. Morgana rivela la sua identità e sprona Odin a finire Artù, ma Merlino arriva appena in tempo: servendosi della magia provoca il crollo della struttura, nella confusione, Artù e gli altri riescono a mettersi in fuga, mentre Morgana perde i sensi, scaraventata da Merlino contro un muro. 
Odin si getta all'inseguimento di Artù e lo blocca in un vicolo cieco nella foresta. I due ingaggiano un duello, che finisce con Artù che punta la lama alla gola di Odin; Merlino riesce a convincere Artù a non infliggere il colpo di grazia e a tentare di riconciliarsi, e alla fine Odin, incalzato da Artù, accetta una tregua tra i due regni.
Tornati a Camelot, Rodor e Mithian ringraziano Artù e possono ripartire per Nemeth, che Odin ha deciso di riconsegnargli. Infine, Merlino si confida con Gaius: teme che Morgana stia diventando sempre più forte e che sia una minaccia sempre più pericolosa per Camelot.
- Guest star: James Fox (Re Rodor), Janet Montgomery (Principessa Mithian).
- Altri interpreti: Fintan McKeown (Re Odin).
- Ascolti UK: telespettatori 6 860 000[4]

## Le Disir
- Titolo originale: The Disir
- Diretto da: Ashley Way
- Scritto da: Richard McBrien

### Trama
Dalle profondità di un'antica grotta, le Dísir, tre veggenti serve della Triplice Dea, segnano il destino di Artù sulle rune di un amuleto druido. Lo stregone Osgar, loro adepto, ha il compito di incontrare il Re di Camelot per consegnargli il loro messaggio, ma quando i suoi cavalieri lo circondano per catturarlo, è costretto a difendersi e uno di loro, Sir Ranulf, viene ferito mortalmente. Saputa la morte del suo cavaliere, Artù decide di partire di persona per una spedizione e rintracciare lo stregone per consegnarlo alla giustizia. Insieme a lui andrà anche Mordred, ora cavaliere, nella sua prima missione come tale. Dunque, Artù, Mordred, Merlino e i cavalieri, raggiungono Osgar nella foresta. Questo viene ferito da Galvano e prima di morire, una volta di fronte al re, gli consegna l'amuleto, ammonendolo sul fatto che la sua fine (e quella di Camelot) è prossima, ma che è ancora in tempo per redimersi e tornare sulla retta via. Tornati a Camelot, Artù decide di ignorare le parole dello stregone, considerandole solo deliri di un uomo deviato, ma Gaius lo avverte che il giudizio delle Dísir non è da sottovalutare e che farebbe meglio a non denigrare le credenze altrui. Merlino convoca il Grande Drago, che gli conferma la sentenza della Triplice Dea su Artù e che gli consiglia di sfruttare la prima opportunità che gli si presenti per eliminare Mordred e così fermare il cerchio del fato che sta cominciando a chiudersi. Nel mentre, Artù riflette su ciò detto dall'anziano medico e decide di partire per chiedere spiegazioni alle Dísir. Quando arrivano alla grotta sacra, Artù e la sua spedizione calpestano gli oracoli seminati nella zona ed entrano armati, oltraggiando così la Dea. Artù chiede poi come abbiano osato giudicarlo in sua assenza e ordina alle tre donne di dargli una spiegazione. Le Dísir, infuriate per il comportamento irrispettoso del giovane re, gli dicono che, nonostante sia un re giusto ed equo, ha rinnegato l'Antica Religione, perseguitando i suoi sostenitori e prendendosi gioco delle loro usanze. Quando Galvano si fa avanti per difendere l'onore del re, le Dísir li attaccano e Mordred viene gravemente ferito, salvando la vita di Artù. Merlino è restio ad usare la magia per salvare Mordred, poiché, come gli ha detto il Grande Drago, per salvare Artù dal suo destino, serve fare tutto ciò che è necessario. Gaius riferisce dunque al re che solo le Dísir possono annullare la ferita inferta, poiché non è solo una semplice ferita, ma vi è in ballo la magia. Artù decide allora di tornare dalle Dísir ed invocare la loro pietà. Le Dísir però, nonostante il re si sia inginocchiato a loro porgendo le sue più sincere scuse, non vogliono aiutarlo a meno che lui non decida di riabbracciare la vecchia religione. Queste gli danno tempo fino all'alba per decidere e quando Artù chiede consiglio a Merlino, questo prende la frustrante decisione di proteggere Artù ad ogni costo, dicendogli che ha ragione e che la magia è troppo pericolosa per tornare a Camelot. Artù infine si convince definitivamente e torna dalle Dísir, per consegnargli la sua risposta. Questi dunque fanno rientro a Camelot, con il peso sulle spalle di aver condannato un uomo innocente alla morte. Artù non può che ricordare il fatto che il giovane Mordred gli abbia salvato la vita ben due volte, ma una volta a Camelot sia lui che Merlino hanno un'inaspettata sorpresa: Mordred è vivo e vegeto. Merlino capisce allora quale enorme sbaglio abbia commesso e comprende che la punizione di Artù per aver rifiutato la magia è la sopravvivenza di Mordred, destinato a segnare la sua disfatta in un futuro non troppo lontano.
- Guest star: Frances Tomelty (Niede), John Hurt (voce originale di Kilgharrah).
- Altri interpreti: Sian Thomas (Atorloppe), Helen Schlesinger (Befelan), Andrew Tiernan (Osgar).
- Ascolti UK: telespettatori 6 880 000[4]

## La torre oscura
- Titolo originale: The Dark Tower
- Diretto da: Ashley Way
- Scritto da: Julian Jones

### Trama
Ginevra, accompagnata dal fratello e dagli altri cavalieri, fa visita alla tomba del padre per commemorarlo. Nel cammino verso casa, però, incrociano la strada con Morgana, la quale evoca due serpenti che spaventano i cavalli e che attaccano i cavalieri. Mentre Sir Parsifal e Sir Leon cadono da cavallo e vengono morsi, Ginevra fugge, ma si ritrova davanti la strega, che la cattura. Sir Elyan e Sir Galvano rientrano a Camelot con Parsifal e Leon in gravi condizioni e riferiscono di aver smarrito la regina. Artù è molto preoccupato e intende partire al più presto in sua ricerca. Intanto, Gaius scopre che nel sangue dei cavalieri avvelenati scorre anche della magia oscura e riferisce a Merlino che potrebbe esserci dietro lo zampino di Morgana; ciò spiegherebbe anche il perché Ginevra non faccia ancora rientro a Camelot. Con la terribile sensazione che Ginevra sia caduta nelle grinfie di Morgana, Artù, Merlino, Elyan e gli altri cavalieri partono alla ricerca della loro regina smarrita. Intanto, Morgana conduce Ginevra all'interno della Torre Oscura, un luogo che tormenta gli incubi degli uomini. La strega ha in mente un subdolo piano che potrebbe rivelarsi più contorto di quanto si pensi: questa sa bene che Artù non tarderà ad arrivare e rinchiude Ginevra nella torre, in una stanza costellata da mandragole appese al soffitto che iniziano a provocare allucinazioni all'indifesa ragazza.
Artù e gli altri seguono le tracce, finché non sono costretti ad accamparsi per il sopraggiungere della notte. Parsifal e Leon hanno entrambi un incubo nel quale gli appare in visione la Torre Oscura e Merlino ipotizza possa essere stata proprio Morgana ad impiantare in loro quelle immagini. Artù conosce bene quel luogo maledetto ed ha così la conferma che Morgana l'abbia portata lì per torturarla. Ripreso il viaggio, questi si ritrovano a dover attraversare la foresta impenetrabile che li separa dalla torre. Nonostante passino il giorno a percorrerla, questi continuano a girare in tondo e nel mentre Merlino percepisce esserci qualcosa di magico all'opera. Nella notte, Merlino incontra la Regina Mab, lo spirito della foresta, che lo avverte di usare le sue doti magiche per poter superare la prova, ma che afferma anche uno dei cavalieri non tornerà a casa da quella missione. Seguendo il consiglio dello spiritello, Merlino riesce a condurre Artù e gli altri fuori dalla foresta impenetrabile e davanti a loro, sotto il sole cocente e su una distesa arida, si erge lontana la Torre Oscura, dove Ginevra (e Morgana) li attende. Mentre questi continuano il viaggio, Ginevra è tormentata dalle visioni indotte dalle mandragole, ed è sull'orlo dell'esasperazione. Proprio quando è più vulnerabile, Morgana si dimostra gentile con lei, porgendole il suo aiuto e tentando così di plagiare la sua mente, per portarla dalla sua parte. Nonostante però gli sforzi della strega e l'effetto sempre più devastante delle mandragole, Ginevra desiste dall'assecondare Morgana e non vuole cadere nella sua trappola.
Artù, Merlino e gli altri giungono finalmente alla torre e salgono verso la cima, dove Ginevra è rinchiusa. Tutto sembra fin troppo facile, infatti devono inaspettatamente vedersela con delle trappole disseminate come protezione alla cella. Elyan riesce a superare il cammino per primo e corre a salvare la sorella, trovandola da sola nella stanza, con una spada dotata di volontà propria lasciata da Morgana a difenderla. Ginevra cerca di far allontanare Elyan, ma questo ingaggia una lotta con la spada incantata. Stregata per combattere fino alla morte dell'avversario, la spada alla fine trafigge Elyan, il quale riesce però poi a scaraventarla fuori da una finestra. Il cavaliere ferito si accascia a terra e muore tra le braccia della sorella, mentre Artù e gli altri arrivano e si rendono conto di cosa è successo.
Una volta a Camelot, si tiene il funerale di Sir Elyan e tutti, ancora sconvolti per l'accaduto, gli porgono il loro ultimo saluto.
Artù, nonostante il dolore della perdita di Elyan, può ora riabbracciare la sua amata moglie, ma non può sospettare minimamente che Morgana è invece riuscita nei suoi piani, soggiogando la mente di Ginevra, che è ora completamente dalla sua parte.
- Note: Adetomiwa Edun, che interpreta Sir Elyan, lascia il cast della serie dopo questo episodio.
- Altri interpreti: Kelly Wenham (Regina Mab).
- Ascolti UK: telespettatori 6 850 000[4]

## Lezione di vendetta
- Titolo originale: A Lesson in Vengeance
- Diretto da: Alice Troughton
- Scritto da: Jake Michie

### Trama
Ginevra e Artù, con a seguito Merlino, si stanno dirigendo fuori dal castello per un picnic, per celebrare il loro anniversario di matrimonio. Mentre camminano per il bosco, un improvviso scoppio fa agitare il cavallo di Artù, che viene disarcionato. Poi dei banditi arrivano dal fitto della foresta e attaccano il re. Artù riesce prontamente a difendersi e (con un piccolo aiuto di Merlino) si sbarazza degli assalitori. 
Tornati a Camelot, si scopre che la sella di Artù era stata sabotata e che si trattava di una trappola orchestrata da qualcuno all'interno delle mura e abbastanza vicino al re da poter agire indisturbato. I cavalieri perquisiscono la casa del fidato scudiero del re, Tyr Seward, e trovano le prove che lo incastrano. Nonostante Tyr continui ad affermare di non aver fatto nulla, i fatti parlano chiaro e siccome pare non voler rivelare chi ha commissionato il lavoro sporco, viene sbattuto nelle segrete, condannato a morte per alto tradimento. Merlino però ben sa che un semplice e buon uomo come Tyr Seward non può essere il vero colpevole e decide di andare a parlare con lui per investigare sulla cosa. Questi scopre infatti di avere ragione, ma lo scudiero non vuole rivelare il nome di colui che ha attentato alla vita del re, poiché egli ha minacciato di uccidergli la madre in caso avesse fatto il suo nome. Nonostante Merlino cerchi di convincerlo, Tyr non vuole proferire parola. Merlino dunque informa Artù della cosa, il quale vuole subito parlare con lui di persona per convincerlo a confessare. Ginevra però persuade Artù che parlare con Tyr peggiorerebbe solo le cose e che se non vuole parlare è meglio concedergli la notte per riflettere. Artù si lascia convincere e decide di pazientare fino all'indomani per interrogarlo nuovamente. La regina però approfitta dell'oscurità per giungere nelle segrete e uccidere lo scudiero, in modo che non possa rivelare che si tratti di lei.
Il mattino seguente, Tyr viene trovato morto nelle sue celle e i sospetti su chi potrebbe essere stato aumentano, soprattutto in Merlino, che si è accorto di qualcosa di strano in Ginevra.
Ginevra si reca più tardi nella foresta, per incontrare Morgana. La strega riceve da lei le notizie e le dice di stare calma e che ha in mente un nuovo piano per sbarazzarsi di Artù. Una pattuglia di Camelot passa però di lì e le due sono costrette a congedarsi. Galvano insegue a cavallo Ginevra, ma Morgana usa prontamente la magia per scaraventarlo giù da cavallo e permettere a Ginevra di scappare e raggiungere il castello senza essere scoperta.
Merlino vede rincasare Ginevra poco dopo l'assalto alla pattuglia dei cavalieri e comincia a pensare ci sia davvero qualcosa di sospetto in lei. E anche Ginevra si accorge che Merlino è sempre più vicino a scoprirla.
Intanto, Morgana recupera da un mercante della valeriana e del giusquiamo, un veleno mortale.
La strega prende poi le sembianze anziane di “Hilda” e s'infiltra nella città bassa per consegnare a Ginevra le fiale, destinate ad Artù. Nel mentre, Merlino e Gaius setacciano la zona dove è stata avvistata Morgana e trovano tra i cespugli un pezzo di stoffa. Gaius l'analizza e afferma che si tratta di un raro tessuto che solo le famiglie più ricche e potenti possono permettersi. Merlino pare inoltre riconoscerlo e corre nelle stanze reali per cercare un vestito di Ginevra che corrisponda a quello stesso tessuto.
A cena, Ginevra mette all'opera il piano e avvelena l'ignaro Artù. Merlino, avuta la conferma che quel brandello di vestito apparteneva a Ginevra, si precipita dal re, ma arriva troppo tardi e trova Artù privo di sensi. Gaius, in seguito, lo visita e conferma l'avvelenamento. Ginevra, per sbarazzarsi di possibili sospetti su di lei, accusa Merlino di essere l'unico che poteva accedere al cibo del re e lo fa arrestare. Nella notte, Gaius gli fa visita e gli porta la pozione dell'invecchiamento, in modo che possa usarla per uscire dalle celle senza farsi riconoscere e poter usare così la magia per salvare l'ormai altrimenti condannato Artù. Dunque, Merlino riveste ancora una volta i panni di “Dragoon” ed evita le guardie astutamente, facendosi passare per un vecchietto innocuo. Quando però è costretto a riprendere le sue sembianze, deve raggiungere le camere di Artù senza dare nell'occhio. Cercando di passare le sentinelle alla porta, viene però intravisto e i cavalieri iniziano ad inseguirlo dando l'allarme, convinti si tratti di un intruso. Alla fine, Merlino riesce ad evitare di essere scoperto e raggiunge le camere del re, scalando le mura fino alla finestra. Qui c'è ad aspettarlo Gaius che gli dice di sbrigarsi, perché rimane ormai poco tempo prima che Artù muoia. Merlino usa la magia e a primo impatto sembra aver fallito, poi però il re comincia a riprendere conoscenza. Merlino dunque deve tornare indietro alle celle in fretta , senza farsi vedere, prima che qualcuno noti la sua assenza. Il giorno seguente, Artù si scusa con Merlino per quello che gli hanno fatto e poi tiene una riunione del consiglio, dove viene annunciato che Ginevra ha rinvenuto nelle camere reali le boccette adoperate per avvelenare il re, e dove viene scortato il mercante che le ha fabbricate. Questi conferma di averle vendute a Morgana Pendragon e Ginevra può finalmente trovare un capro espiatorio per eliminare tutti i sospetti che possano condurre a lei. La regina, però, sa che Merlino è a conoscenza del suo tradimento, esattamente come Merlino sa di dovere stare all'erta e di dover inventarsi qualcosa per fermarla.
- Altri interpreti: John Bradley (Tyr Seward), Veronica Roberts (Gelda Seward), Tony Guilfoyle (Sindri), Zee Asha (Audrey), Giles New (Guardia).
- Ascolti UK: telespettatori 6 860 000[4]

## Un giovane eroe
- Titolo originale: The Hollow Queen
- Diretto da: Alice Troughton
- Scritto da: Julian Jones

### Trama
Un giovane ragazzo di nome Daegal, che afferma di essere un druido, si presenta a Camelot e chiede a Merlino aiuto per guarire la sorella, gravemente malata, che si trova fuori Camelot. Merlino all'inizio è restio, ma sapendo che i druidi non sono visti di buon occhio, decide di partire l'indomani con il ragazzo per aiutarlo. Mentre Merlino è con Daegal fuori Camelot, Re Artù si prepara ad accogliere per un trattato di pace il Signore della guerra di Amata: Sarrum. Questo losco individuo, pare essere inoltre colui che imprigionò Morgana per due anni insieme al drago bianco e racconta ad Artù di come usò la giovane creatura come esca per tenere la strega prigioniera. 
Nel bosco, Merlino comincia a sospettare di Daegal, poiché questo pare avere un atteggiamento strano quando Merlino si mostra gentile e disponibile con lui. Infatti il ragazzo comincia a provare dei rimorsi di coscienza, poiché sta guidando il giovane mago in una trappola. Merlino si ritrova presto in balia di Morgana, che lo stordisce e usa un veleno mortale su di lui, per sbarazzarsene e permettere così a Ginevra di agire liberamente in un nuovo tentativo di uccidere il re: Morgana ha intenzione di usare Sarrum per assassinare Artù e poi sbarazzarsene. A Camelot, Ginevra mette in moto il piano, rivelando a Sarrum di non essere felice con il marito e di volerlo morto. In cambio di alcune terre di Camelot, Sarrum accetta di usare uno dei suoi guerrieri per uccidere Artù durante la firma del trattato, ma in realtà le sue intenzioni sono quelle di prendere per lui il trono, eliminando anche Ginevra una volta ucciso il re. Nel mentre Daegal, pentito, torna da Merlino agonizzante e cerca per lui delle erbe mediche per fermare l'effetto del veleno prima che sia troppo tardi. Una volta ripresosi, Merlino riceve da Daegal le informazioni sui piani di Morgana e la regina. Dunque i due si affrettano a rientrare a Camelot, ma incrociano sulla strada dei banditi. Merlino è allora costretto ad usare la magia e a rivelare a Daegal i suoi poteri. Mentre Merlino e Daegal corrono verso il castello il complotto della regina è già cominciato e Artù e Sarrum si riuniscono con i loro uomini alla Tavola Rotonda per la firma del trattato. Albin, l'uomo fidato di Sarrum, si prepara con una balestra a scoccare una freccia diretta ad Artù dalla balconata che affaccia sulla sala del trono. Merlino, percorrendo i corridoi, si rende conto che la porta per la balconata è stranamente aperta e intuisce che qualcosa non va. Merlino e Daegal arrivano appena in tempo per fermare Albin dal scoccare la freccia, ma questo gli lancia contro dei pugnali, poi riprende la mira pronto a completare il lavoro. Merlino usa però la magia per colpire a morte l'assassino, che sbaglia mira e colpisce invece Sarrum. Merlino si assicura che Artù sia salvo, poi nota che il suo nuovo amico è stato colpito a morte dal pugnale lanciato da Albin. Daegal muore davanti a lui, contento però di aver compiuto almeno una buona azione nella sua breve vita. Infine, Merlino dà una degna sepoltura al ragazzo e stavolta è più deciso che mai a porre fine ai complotti della regina una volta per tutte.
- Guest star: John Shrapnel (Il Sarrum).
- Altri interpreti: Alfie Stewart (Daegal), Matthew Clancy (Albin), Mitch Benn (Gerin).
- Ascolti UK: telespettatori 6 860 000[4]

## Con tutto il mio cuore
- Titolo originale: With All My Heart
- Diretto da: Alice Troughton
- Scritto da: Richard McBrien

### Trama
Mentre Morgana e Ginevra si incontrano nella foresta per progettare un nuovo attentato al re, Merlino e Artù origliano la conversazione. Artù è sconvolto nello scoprire che per tutto quel tempo la regina era in realtà sotto il controllo di Morgana e Merlino gli promette che troveranno un modo per portarla indietro. Chiesto consiglio a Gaius, Merlino scopre che Ginevra potrebbe essere vittima di un potente sortilegio che gli antichi chiamavano “Teine Diaga”. L'anziano medico afferma che vi è solo una persona oltre Morgana che potrebbe conoscere il modo per spezzare la maledizione: un'antica creatura che da secoli vive nascosta nell'oscurità di una caverna, condannata a servire per l'eternità la Grande Sacerdotessa: la Dochraid. Merlino sa che non può fidarsi di tale individuo e si reca nella sua caverna nei panni di Dragoon. Nonostante l'orrida creatura sia priva della vista, riconosce la presenza di Emrys e si rifiuta di aiutarlo. Merlino sapeva però che molto probabilmente sarebbe stato costretto ad usare la forza ed ha infatti portato con sé Excalibur, l'unica arma in grado di uccidere chi è immortale. Con lama della spada magica puntata alla gola, l'antica Dochraid non può che assecondarlo e rivelargli ciò che sa: l'unico modo per rompere l'influenza maligna di Morgana su Gwen e riportare la regina indietro è farla immergere di sua spontanea volontà nelle acque sacre dello stagno di Arianrhod, invocando la benevolenza della Dea Bianca; se però la regina non lo farà spontaneamente, allora sarà perduta per sempre. Merlino torna a Camelot e con Gaius espone ad Artù ciò da farsi. Il re è restio ad usare la magia, ma Gaius gli ricorda che la stregoneria può essere combattuta solo con la stregoneria. Infine, Artù si convince che per salvare la sua amata moglie non c'è altra via e domanda all'anziano medico chi possa praticare tale rituale. Gaius afferma che conosce una persona di cui possono fidarsi, ma Artù ricorda che l'ultimo stregone al quale si rivolsero provocò la morte del padre. Gaius allora è costretto a dire che stavolta si tratta di qualcuno totalmente diverso, poiché ha scelto una donna: ciò significa che Merlino dovrà prendere i panni di un'anziana donna per rendersi utile e salvare Gwen senza farsi scoprire. I tre dunque escogitano di usare della tintura di belladonna per tenere Ginevra priva di sensi e portarla al Calderone senza che possa opporre resistenza. Drogata Ginevra, Artù e Merlino si dirigono in incognito al bosco fuori dal castello, trascinandosi dietro la regina. Mordred però nota qualcosa di sospetto e capisce che sta accadendo qualcosa di strano. Merlino e Artù partono, con Ginevra priva di sensi, in viaggio per lo stagno di Arianrhod, intanto però la Dochraid si appresta a comunicare a Morgana che Emrys ha scoperto i suoi piani e che sta cercando di liberare l'anima di Ginevra dal Teine Diaga. La strega dunque, accompagnata dalla giovane Aithusa, si prepara ad intercettarli prima che raggiungano la destinazione.
Lungo il cammino, Merlino cade per un dirupo e perde i sensi. Artù allora è costretto a correre in suo soccorso, ma cade anche lui e rimane incastrato sotto alcuni massi franati addosso a lui. Quando sembra che siano spacciati, Mordred arriva in loro soccorso. Più tardi, attorno ad un focolare, Mordred spiega loro di essersi accorto che stava capitando qualcosa alla regina e che li ha seguiti per assicurarsi fosse tutto a posto. L'indomani, i tre riprendono il viaggio e Merlino continua a somministrare la belladonna a Ginevra per tenerla in stato di incoscienza. Questi vengono però improvvisamente attaccati da Aithusa, che li sorvola sputando fuoco contro di loro. Mentre Artù corre in salvo con Ginevra, Merlino rimane indietro e usa il proprio potere di Signore dei Draghi per allontanarla. Aithusa, non potendo far altro, se ne va. In seguito però arriva Morgana, che usa la magia e scaraventa a terra sia Merlino che Mordred. Mentre Mordred è privo di sensi, Merlino si rialza e corre via, lasciandolo al suo destino e raggiungendo Artù. Morgana risveglia Mordred, ma sembra non volere attaccarlo e cerca invece di convincerlo che sta dalla parte sbagliata. Quando la strega gli domanda dove si trovi Emrys, Mordred però fa finta di non sapere. Morgana allora si decide ad attaccarlo, ma Mordred la ferma dicendole che lei sta sbagliando e che un odio come il suo non potrà mai trionfare. Mentre Morgana è distratta e confusa dalle sue parole, Mordred ne approfitta e usa la magia contro di lei. Con Morgana svenuta, il ragazzo druido si affretta a raggiungere gli altri. Nel mentre, Merlino e Artù hanno già raggiunto il lago. Il giovane mago prende dunque una scusa per allontanarsi e poter così prendere le sembianze della maga che Gaius ha menzionato. Mordred raggiunge Artù, che si domanda come abbia fatto a sfuggire a Morgana. I due sono però poi interrotti da Merlino, che sbuca fuori da dietro dei massi nelle sembianze di una vecchia donna, facendosi chiamare "la Dolma". Artù all'inizio vede qualcosa di familiare nella vecchia maga, ma poi questa lo convince a sbrigarsi con il rituale prima che Morgana possa tornare all'attacco. Merlino dunque, prima di risvegliare Ginevra, ricorda ad Artù che deve raggiungere la parte del suo io che è rimasta al sicuro dall'influenza di Morgana, per convincerla a seguirlo all'interno del lago. Artù dunque, una volta sveglia, cerca di farle ricordare dei sentimenti che prova per lui e quando nomina le parole che lei gli disse quando le propose il matrimonio, ovvero “con tutto il mio cuore”, Ginevra comincia a ritornare in sé. Dunque, Artù si immerge e porge a Ginevra la sua mano. Come ipnotizzata, la ragazza lo segue all'interno del lago e Merlino comincia il rituale. Finito tutto, Artù può finalmente riabbracciare la sua regina. Prima di congedarsi, Dolma chiede ad Artù di ricordarsi che è stata la magia a salvare sua moglie e che non c'è alcuna malvagità nella stregoneria in sé, poiché essa risiede invece nei cuori degli uomini. Sulla strada verso casa, Mordred dice a Merlino che lo ammira, ma che avverte che lui continua a non fidarsi. Il druido afferma che un giorno riuscirà a dimostrare la sua lealtà sia a lui che ad Artù e che magari allora potranno essere amici.
- Altri interpreti: Maureen Carr (La Dochraid).
- Ascolti UK: telespettatori 6 760 000[4]

## La gentilezza degli sconosciuti
- Titolo originale: The Kindness of Strangers
- Diretto da: Declan O'Dwyer
- Scritto da: Richard McBrien

### Trama
Morgana sta dando la caccia ad un suo vecchio avversario, Alator dei Catha. La strega sa che il sacerdote guerriero custodisce il segreto di Emrys e vuole estorcerglielo ad ogni costo. Una volta catturato, con l'aiuto dell'esercito sassone, Morgana lo tortura per avere le informazioni che sta disperatamente cercando. Nonostante i metodi bruti della strega, Alator non vuole aprire bocca e preferisce morire pur di mantenere il segreto di Emrys. Nel mentre, Merlino incontra nella foresta una misteriosa donna anziana, di nome Finna, che vuole avvertirlo circa qualcosa di importante riguardo alla profezia, ma a causa di una pattuglia di Camelot i due devono rimandare la conversazione. Quando si trovano le tracce che indicano il rapimento di Alator presso i confini di Camelot, Gaius avverte Merlino di non fidarsi di quella donna, poiché potrebbe essere una trappola di Morgana, che saputo della sua vera identità probabilmente vuole attirarlo fuori dal regno. Merlino è però convinto che Finna non sia una cattiva persona e vuole andare all'appuntamento per scoprire cosa ha da dirgli. Nonostante la decisione di Merlino, Gaius non vuole permettergli di esporsi in questo modo ad un possibile pericolo e informa Artù della presenza di un seguace della vecchia religione presso il tempio abbandonato della foresta di Darkling. Il re invia allora le sue truppe in ricognizione. Andato all'appuntamento al tempio, Merlino incontra Finna, che gli rivela di essere un'adepta di Alator e di avere importanti informazioni per lui. I due vengono però nuovamente interrotti dai cavalieri di Camelot e costretti a fuggire, dividendosi.
Prigioniero di Morgana, Alator riceve un messaggio da parte di Finna, che gli comunica di essere vicina a compiere la loro missione. Morgana però intercetta il messaggio e visto che Alator non vuole collaborare, lo uccide e muove le sue truppe per trovare Finna, e così di conseguenza i segreti di Emrys.
Evitando i cavalieri di Camelot, Merlino si avventura nuovamente per la foresta e trova i segnali di Finna, lasciati sugli alberi per indicargli come trovarla. I segnali vengono però individuati anche da Morgana, che con il suo esercito si mette in marcia. In seguito, Merlino ritrova finalmente Finna, ma un uomo di Morgana, nascosto tra la boscaglia, lo colpisce con una freccia all'addome. Finna aiuta Merlino ad allontanarsi per mettersi in salvo da Morgana e i due si nascondono all'interno di una torre dismessa. Morgana però segue le loro tracce e li raggiunge nella struttura. Finna sa che deve fare tutto ciò che è in suo potere per salvare Emrys dalle grinfie dell'ultima sacerdotessa e decide di sacrificarsi per lui. Questa consegna a Merlino una scatola, contenente il messaggio da parte dei Catha che da secoli è custodito, e lo avverte che una tragica battaglia sta arrivando e che non deve commettere l'errore di fidarsi del ragazzo druido. Dunque, sprona il giovane mago a raggiungere il tetto della torre e di aspettare lì che Morgana se ne sia andata, poiché la strega pensa di inseguire solo lei. Merlino non vuole lasciarla indietro, ma Finna gli chiede di fare come dice e che sarà felice di sacrificare la sua vita per il futuro che lui costruirà con Artù. Merlino, ferito e barcollante, alla fine si avvia, mentre Morgana raggiunge Finna, convinta di avere in pugno la verità su Emrys. L'anziana donna però si uccide con una spada, lasciando Morgana a bocca asciutta. Mentre la strega lascia la torre, Merlino si stende agonizzante sul tetto e invoca il Grande Drago, che arriva in volo e lo porta via con sé. Merlino si risveglia il mattino seguente, completamente guarito, con Kilgharrah al suo fianco. Il giovane mago lo ringrazia, ma poi nota qualcosa di strano in lui. Kilgharrah gli conferma che sta invecchiando e che purtroppo il suo ciclo vitale è quasi giunto al termine. Merlino, triste alla notizia ricevuta, gli domanda se lo rivedrà ancora, ma il drago vola via senza dare una risposta. Più tardi, tornato a Camelot, Merlino apre con Gaius la scatola che Finna e Alator hanno protetto con la vita. Al suo interno vi è un foglietto, sul quale è scritta in lingua druida l'ultima parte della profezia, che afferma l'avvicinarsi di una battaglia presso le grandi pianure di Camlann, dove Artù è destinato a trovare la sua fine per mano di Mordred. Improvvisamente, le campane del castello risuonano e viene portato da Gaius il corpo di un cavaliere di Camelot. L'uomo presenta il volto deturpato e l'anziano medico sa bene di cosa si tratta: è un'antica punizione delle sacerdotesse della vecchia religione, il Ragaid, e che stavolta sta a simboleggiare una dichiarazione di guerra da parte di Morgana Pendragon.
- Guest star: Sorcha Cusack (Finna), Gary Lewis (Alator), John Hurt (voce originale di Kilgharrah).
- Altri interpreti: Barry Aird (Beroun).
- Ascolti UK: telespettatori 7 000 000[4]

## L'attrazione del male
- Titolo originale: The Drawing of the Dark
- Diretto da: Declan O'Dwyer
- Scritto da: Julian Jones

### Trama
Mentre stanno perlustrando i boschi di Camelot, Artù, Merlino e i cavalieri s'imbattono in una carovana assalita dai sassoni. Mentre Artù osserva i corpi e capisce che il veicolo era diretto a Camelot, Mordred scorge tra la boscaglia qualcuno e si getta all'inseguimento. L'inseguitore sembra ferito e cade a terra, dunque Mordred si accorge essere una giovane ragazza druida di sua vecchia conoscenza. Prima che gli altri arrivino, Mordred incita la ragazza, che chiama Kara, a scappare, ma Merlino assiste alla scena insospettendosi. Tornati a Camelot, Merlino si confida con Gaius e afferma che Mordred potrebbe star tramando qualcosa. L'anziano medico gli fa però notare la lealtà finora dimostrata dal ragazzo nei confronti di Artù. Intanto, Mordred recupera delle medicine e si dirige nella foresta, dove grazie alla magia raggiunge Kara. Dunque, l'aiuta a medicarsi la gamba, che le è stata colpita da una freccia. I due sembrano essere in confidenza e conoscersi fin da piccoli. Kara domanda a Mordred perché sia diventato un cavaliere di Camelot, e gli fa notare che quello non è il suo posto e che dovrebbe invece stare dalla parte della sua gente. Mordred però le dice che lui crede in Artù e che è certo presto le cose cambieranno.
Di rientro a Camelot, Merlino sorprende Mordred e lo accusa di essere in combutta con Morgana e i sassoni. Mordred però spiega a Merlino che sta solo aiutando una della loro gente a curarsi e lo supplica di non dire nulla ad Artù, altrimenti la farebbe giustiziare. Merlino, immedesimandosi nel giovane druido, gli promette di mantenere la cosa segreta.
Più tardi, Merlino e Artù sono nella foresta alla ricerca di tracce dei sassoni. Artù scopre delle impronte sul fango, che li conducono fino alla grotta dove si nasconde Kara. I due si accorgono che questa è ferita, ma quando Artù l'aiuta, inaspettatamente Kara cerca di colpirlo con un pugnale, fallendo però grazie all'intervento magico di Merlino. La ragazza viene portata al castello come prigioniera e Mordred crede Merlino l'abbia tradito. Quando è interrogata, Kara conferma di aver partecipato all'assalto alla carovana e non si pente di aver tentato di uccidere il re. Artù dunque si trova costretto a sentenziarla a morte. Più tardi, Mordred va da Artù e in ginocchio gli dice di essere colui che ha soccorso Kara e lo supplica di ritirare la sentenza, poiché la ragazza è giovane e ingenua, plagiata da Morgana. Artù però afferma che non può farlo per quanto gli dispiaccia, poiché ha confessato i suoi crimini ed è una minaccia per Camelot. Mordred, rassegnato nel convincere Artù, progetta di liberarla nella notte e di fuggire con lei. Merlino però lo mette in guardia dal farlo, preoccupato che, come annunciato dalle profezie, Mordred si rivolti a Camelot, spinto dalla sua innamorata ad unirsi a Morgana. Mordred però non ha intenzione di lasciarla morire e chiede a Merlino di non tradirlo proprio adesso e di lasciarlo andare. Merlino è combattuto se avvertire o no Artù e all'ultimo momento si convince che la cosa migliore, per evitare il futuro che ha scorto, è tenere Mordred tra le mura di Camelot. Riferito dell'evasione ad Artù, i due si recano di corsa nelle prigioni, ma è troppo tardi. Mordred e Kara sono già in fuga e la ragazza, quando una guardia di Camelot gli intralcia la strada, non esita ad uccidere a sangue freddo. Artù e i cavalieri corrono per la foresta alle calcagna dei due e alla fine li raggiungono. Kara non riesce a proseguire per via della ferita e Mordred è costretto a rivelarsi, sguainando la spada contro Artù. Mentre Kara lo incita ad usare la magia e a sbarazzarsi di loro, Mordred esita a combattere contro i suoi amici e Artù lo supplica di tornare indietro nei suoi passi. Alla fine, Mordred viene atterrato da Sir Parsifal, che arriva alle sue spalle. Di nuovo a Camelot, Artù non sa che fare con Mordred, mentre è sicuro della sorte che attende alla ragazza druida. Merlino, capendo di aver sbagliato e di aver messo Mordred contro Camelot, cerca di convincere Artù a rivalutare la cosa e di offrire una seconda chance a Kara. Quando Kara viene portata al cospetto della corte, prima dell'esecuzione, Artù le concede l'opportunità di redimersi e di evitare così l'impiccagione, ma la ragazza non si pente dei suoi crimini, dicendo che è giusto combattere per la libertà del suo popolo. Dunque Kara viene giustiziata e, alla sua morte, Mordred, che si trova nelle prigioni, lancia un urlo di rabbia e perdendo il controllo dei suoi poteri scardina il cancello della sua cella. Merlino, che si trova nella piazza, avverte spaventato la furia del druido. Infine, Mordred fugge da Camelot e si reca alla fortezza di Morgana. Qui, desideroso di vendetta nei confronti di Artù e Merlino, le chiede perdono per averla tradita e le rivela ciò che da tempo sta cercando senza tregua: la vera identità di Emrys.
- Altri interpreti: Alexandra Dowling (Kara).
- Ascolti UK: telespettatori 7 340 000[4]

## Il diamante del giorno (1ª parte)
- Titolo originale: The Diamond of the Day (Part 1)
- Diretto da: Justin Molotnikov
- Scritto da: Jake Michie

### Trama
Morgana, scoperta la vera identità di Emrys (Merlino) utilizza un Gean Canach su uno dei suoi stregoni privandolo della magia, essa è creatura dell'antica religione, e adesso Morgana ha la certezza che il suo potere è affidabile. Un servo di Morgana si addentra nel castello di Camelot, e libera il Gean Canach il quale attacca Merlino. Interviene Gaius che uccide il Gean Canach, ma è troppo tardi, ha già usato il suo potere su Merlino. Gaius spiega a Merlino che il Gean Canach è stato generato dalla Madre Terra Nemain, esso ha la capacità di priva uno stregone della sua magia, adesso Merlino si ritrova spoglio di tutti i suoi poteri. Nel frattempo Artù, appresa l'avanzata di Morgana verso Camelot, deciso a difendere a tutti i costi il proprio popolo, organizza un piano per tenderle una trappola a Camlann, una strettoia di passaggio tra le montagne, dove spera di cogliere di sorpresa lei ed il suo esercito. Morgana fa in modo che Aithusa usi il proprio fuoco per temprare una spada che affida a Mordred. Merlino, con grande disappunto di Artù, gli comunica che non lo seguirà nella battaglia finale poiché troppo impegnato nella ricerca di erbe mediche per Gaius. Artù è molto deluso dall'abbandono del suo fedele servitore, credendolo ad un tratto codardo e vigliacco, ma il ragazzo non può confessargli la verità: in realtà si deve recare alla Caverna di Cristallo, dove la magia ha visto i suoi natali, per riottenere i suoi poteri, e chiede a Galvano di accompagnarlo sino alla Valle dei Re Caduti, brulicante di banditi. Purtroppo il piano di Merlino sembra destinato ad andare in fumo a causa del tradimento di una giovane donna, Eira, con la quale Galvano ha trascorso la notte e si è confidato circa la destinazione del ragazzo; la donna si rivela essere una spia di Morgana che le spiffera la conversazione avuta con il cavaliere. Merlino, arrivato nella Caverna di Cristallo, trova dunque Morgana ad attenderlo, che lo rinchiude nella caverna facendo crollare una parete con un incantesimo, condannandolo a morte certa visto che, senza i suoi poteri, Merlino non può aprirsi una via d'uscita. Il ragazzo però, svenuto a causa del crollo, vede Balinor, suo padre (o meglio il suo spirito) il quale gli rivela che in realtà non ha mai perso i suoi poteri poiché è lui stesso frutto della magia e, in un certo senso, la sua incarnazione: è nato da essa, e nulla potrà mai cancellare ciò che è realmente. Al suo risveglio, Merlino scopre che il padre aveva ragione, l'incantesimo di Morgana aveva funzionato solo perché lui aveva smesso di credere in sé stesso, e le parole del padre gli ridonano nuova forza. Tornato in possesso dei suoi poteri, utilizza uno dei cristalli presenti nella caverna per osservare Morgana e il suo esercito sassone: scoperto il suo piano per accerchiare l'esercito di Camelot, entra nella mente di Artù tramite un sogno e gli rivela il piano della strega. Artù si sveglia di soprassalto e, convinto dalle parole nella sua testa, raduna il suo esercito, e si reca alla ricerca del sentiero nascosto che Morgana intende utilizzare per coglierli di sorpresa all'alba; dopo un commovente discorso del Re ai suoi soldati, la battaglia ha inizio. Intanto, nella caverna, Balinor afferma di essere fiero del figlio e dicendogli che quello non è un addio, poiché entrambi sono destinati ad esistere per sempre, lo esorta ad andare nel cuore della caverna, dove troverà il suo vero io. L'ultima scena vede Merlino spezzare l'incantesimo di Morgana ed uscire dalla Caverna di Cristallo nei panni dell'anziano Emrys.
- Guest star: John Lynch (Balinor).
- Altri interpreti: Peter Guinness (Ari), Erin Richards (Eira).
- Ascolti UK: telespettatori 8 450 000[4]

## Il diamante del giorno (2ª parte)
- Titolo originale: The Diamond of the Day (Part 2)
- Diretto da: Justin Molotnikov
- Scritto da: Julian Jones

### Trama
Emrys giunge a Camlann mentre la battaglia sta infuriando e con i suoi poteri magici riesce a fermare alcuni uomini dell'esercito di Morgana, e allontana Aithusa, portando in vantaggio Artù. La battaglia culmina quando Mordred infligge una ferita, con la spada forgiata grazie ad Aithusa, al re di Camelot, che subito dopo si difende, uccidendo il ragazzo druido, suo ex-cavaliere della tavola rotonda. Artù, ferito, viene allontanato dal campo di battaglia dallo stesso Emrys. 
Ora, Merlino si ritrova quindi di fronte al suo amico morente, non potendo fare a meno di rimproverarsi perché, pur avendo sconfitto i sassoni e allontanato Aithusa, era Mordred quello che doveva eliminare. Il giovane mago decide di confessargli tutto ciò che fino a quel momento gli aveva sempre tenuto nascosto, ovvero che lui possiede poteri magici. Artù è sconvolto dalla notizia e lo allontana. Più tardi, Gaius li raggiunge nella foresta e Merlino gli spiega la situazione. La spada forgiata da Aithusa lo ha ferito in profondità. Inoltre una scheggia della lama, che è rimasta conficcata nella ferita, sta per raggiungere il cuore di Artù. Gaius suggerisce che l'unico modo per tentare di salvarlo è portarlo in viaggio verso Avalon, dove risiede un portale per il mondo dei Sidhe, che possiede la magia necessaria per salvare la vita di Artù. Egli consegna a Gaius il sigillo di Camelot e si dirige ad Avalon con Merlino. Gaius rientra a Camelot e riferisce a Ginevra del tradimento di Eira (visto da Merlino attraverso la caverna di cristallo), che viene dunque giustiziata.
Merlino e Artù proseguono il cammino. Artù esprime la sua delusione perché ciò che lo ferisce veramente è il fatto che Merlino non abbia mai condiviso il suo segreto con lui, affermando che forse lo avrebbe aiutato a tenerlo nascosto, ma resta impressionato dal modo in cui si preoccupa sempre per lui; il mago gli risponde che le persone nascono per determinati compiti, e che il suo è quello di servirlo e la cosa gli sta bene così, perché Merlino vede il suo re come un amico. Intanto, Galvano e Parsifal partono per intercettare Morgana e impedirle di raggiungere Artù. La strega però sventa il loro agguato e li cattura. Dopo aver ucciso Galvano, grazie al Nathair, ed essersi fatta dire dove il mago e il suo re sono diretti, decide di raggiungerli.
I sassoni danno ancora la caccia a Merlino e Artù, ma il giovane mago usa la sua magia per sconfiggerli e depistarli. Artù è notevolmente sorpreso di vedere all'opera i poteri del suo amico, incominciando a capire che Merlino ha usato la sua magia svariate volte nel corso degli anni per proteggerlo, ma la cosa che lo sorprende di più è il fatto che lui non abbia mai chiesto niente in cambio. Artù si scusa con il suo amico per tutte le volte che non ha riconosciuto il suo vero valore. I due si apprestano a raggiungere il lago ma Morgana sbarra loro la strada: dopo averle chiesto scusa per averla, seppur involontariamente, resa la donna che è diventata, Merlino la trafigge usando Excalibur che, essendo forgiata dal respiro di Kilgharrah, riesce a uccidere Morgana definitivamente.
La pace è tornata a Camelot, ma purtroppo Artù, dopo aver ringraziato Merlino per tutto quello che ha fatto, muore comunque tra le sue braccia. Disperato, il giovane mago chiama Kilgharrah, il quale li porta al lago di Avalon ma, una volta arrivati, il drago informa Merlino che è troppo tardi. Tuttavia poi lo rassicura: Artù non è solo un semplice re, ma è il Re di una Volta e del Futuro, quindi quando Albione ne avrà bisogno, lui risorgerà. Kilgharrah quindi, ormai alla fine della propria vita, si congeda da Merlino un'ultima volta, profetizzando che la loro storia sarà ricordata in eterno. Messo il corpo del suo re su una barca, il giovane mago usa la magia per farla salpare verso Avalon, poi prende Excalibur e la restituisce alla dama del lago.
Saputo della morte del marito, Ginevra diventa la sovrana di Camelot, consigliata da Gaius, sir Leon e sir Parsifal. Grazie al sacrificio del marito e alle azioni di Merlino, la regina ora potrà dare inizio a un'era di pace in cui Albione prenderà forma, diventando una delle più grandi nazioni mai esistite al mondo.
Un millennio dopo, più o meno ai nostri giorni, la storia di Merlino, Artù, Ginevra e Morgana è, come profetizzato da Kilgharrah, ancora ricordata e, nonostante ormai il mondo creda che essa sia, in gran parte, una leggenda, l'immortale Merlino cammina ancora di fronte al lago di Avalon, in attesa del ritorno del Re di una Volta e del Futuro.
- Guest star: John Hurt (voce originale di Kilgharrah).
- Altri interpreti: Barry Aird (Beroun), Erin Richards (Eira).
- Ascolti UK: telespettatori 7 800 000[4]